# Liste der Landschaftsschutzgebiete im Landkreis Rastatt
Im Landkreis Rastatt gibt es 26 Landschaftsschutzgebiete. Nach der Schutzgebietsstatistik der Landesanstalt für Umwelt, Messungen und Naturschutz Baden-Württemberg (LUBW) stehen 22.842,21 Hektar der Fläche des Kreisgebiets unter Landschaftsschutz, das sind 30,93 Prozent.
| Name                                                              | Bild | Kennung               | Einzelheiten | Position | Fläche Hektar | Datum         |
| ----------------------------------------------------------------- | ---- | --------------------- | --- | -------- | ------------- | ------------- |
| Schloßgarten Rastatt                                              |      | 2.16.001 WDPA: 324201 | Rastatt Umfasst den Baumbestand des Museumsgartens sowie die Kastanienalleen südlich und nördlich des Schlossparks und eine im Osten des Parks gelegene Maulbeerallee, nicht jedoch die inneren Flächen des Schlossgartens. | ⊙        | 1,3           | 15. Dez. 1937 |
| Iffezheimer Sanddünen                                             |      | 2.16.002 WDPA: 321866 | Iffezheim Typische Dünenlandschaft vom Ende der Würmeiszeit und den Anfängen der Nacheiszeit, teilweise verlehmt, mit Laubmischwald-Kiefernbestand. | ⊙        | 75,0          | 30. Apr. 1938 |
| Mittleres Murgtal                                                 |      | 2.16.005 WDPA: 323009 | Forbach, Gernsbach, Weisenbach Tal der Murg, schönstes, tief und klammartig im Nordschwarzwälder Granitmassiv mit Buntsandsteinüberdeckung eingeschnittenes Erosionstal, mit einer Fülle wechselnder Talbilder. | ⊙        | 7.624,1       | 10. Juli 1940 |
| Laufbachfälle                                                     |      | 2.16.009 WDPA: 322544 | Loffenau Schnellenreiche Steilstrecke des Laufbaches im Rotliegenden, schöne Wasserfälle; Erhaltung des natürlichen Bewuchses der Umgebung. | ⊙        | 0,8           | 4. Sep. 1953  |
| Gemeindewald Loffenau                                             |      | 2.16.010 WDPA: 321051 | Loffenau Landschaftlich schönes Waldgebiet mit vielen Naturdenkmalen, darunter die Naturdenkmale „Bockenstein“, „Branter Wald“ und „Buschenackereiche“, die ehemaligen württembergischen Teile des „Dachfelsens“ und des Höhenrückens zwischen Teufelsmühle und Langmartskopf, außerdem den Tobel „Großes Loch“ mit den „Teufelskammern“. | ⊙        | 855,1         | 4. Sep. 1953  |
| Rheinwald                                                         | BW   | 2.16.011 WDPA: 323877 | Au am Rhein Auwälder entlang des Rheins sowie Teile der Rheinaue. Ergänzungsflächen für die direkt angrenzenden Naturschutzgebiete 2.093-Bremengrund und 2.134-Auer Köpfle-Illinger Altrhein-Mortherner Wörth. | ⊙        | 368,2         | 24. Jan. 1975 |
| Um den Eichelberg und Mahlberg                                    |      | 2.16.013 WDPA: 325274 | Gaggenau Weitere Umgebung des Eichelberges und Mahlberges mit bewaldeten Erhebungen zwischen denen idyllische Täler liegen; Naherholungsgebiet für die Bevölkerung aus dem Raum Karlsruhe und Rastatt. | ⊙        | 1.405,8       | 12. Jan. 1971 |
| Michelbachtal                                                     | BW   | 2.16.014 WDPA: 322970 | Gaggenau Wiesental des Michelbachs sowie seine Nebentäler und die angrenzenden Waldflächen. | ⊙        | 342,8         | 12. Dez. 1974 |
| Korbmatten-Im Mäthi                                               |      | 2.16.018 WDPA: 322283 | Sinzheim Ökologische Ergänzung des gleichnamigen Naturschutzgebiets zur Verhinderung nachteiliger Einwirkungen auf das NSG. | ⊙        | 49,2          | 18. Apr. 1986 |
| Sanddünen Niederwald                                              | BW   | 2.16.019 WDPA: 324086 | Iffezheim Reich gegliederte Dünenlandschaft als bedeutendes Dokument der Erd- und Landschaftsgeschichte mit interessanter Silbergrasflur. | ⊙        | 43,0          | 28. Aug. 1984 |
| Blindsee bei Hundsbach                                            | BW   | 2.16.020 WDPA: 319977 | Forbach Zur Vermeidung nachteiliger Einflüsse auf das gleichnamige Naturschutzgebiet und zur Erhaltung des glazial geprägten Formenschatzes soll die Landschaft vor Veränderungen geschützt werden. | ⊙        | 51,3          | 24. Okt. 1985 |
| Schurmsee                                                         |      | 2.16.021 WDPA: 324265 | Forbach Zur Vermeidung nachteiliger Einflüsse auf das gleichnamige NSG und zur Erhaltung des glazial geprägten Formenschatzes soll die Landschaft vor Veränderungen geschützt werden. | ⊙        | 153,7         | 24. Okt. 1985 |
| Winkler Vorbergzone                                               |      | 2.16.022 WDPA: 325905 | Bischweier, Gaggenau Kleinflächig gegliederte Kulturlandschaft mit landschaftsprägendem Streuobstbau und Grünland; naturnaher Erholungsraum. | ⊙        | 282,7         | 22. Feb. 1988 |
| Bruch zwischen Schafhof und Margarethenkapelle                    | BW   | 2.16.023 WDPA: 320110 | Muggensturm Naturnaher Rest der Kinzig-Murg-Rinne mit typischer Vegetation wie Auwald, Schilfröhricht, Riedwiesen; Naherholungsraum. | ⊙        | 65,5          | 4. Aug. 1988  |
| Waldhägenich                                                      |      | 2.16.024 WDPA: 325611 | Bühl, Bühlertal, Ottersweier 3 Teilgebiete, Puffer- und Ergänzungsraum für das gleichnamige Naturschutzgebiet. | ⊙        | 530,5         | 6. Dez. 1989  |
| Rastatter Bruch                                                   |      | 2.16.025 WDPA: 323742 | Rastatt Für das gleichnamige Naturschutzgebiet notwendige Ergänzungs- und Pufferzonen. | ⊙        | 145,2         | 19. Dez. 1990 |
| Vorderes Michelbachtal                                            |      | 2.16.026 WDPA: 325456 | Gaggenau Alte Kulturlandschaft; Wiesentäler mit Streuobstwiesen, naturnahen Bachläufen, Gehölzsäumen, Hecken, Feldgehölzen, Waldrändern und Wald; gute Eignung für Erholung und Naturbeobachtung. | ⊙        | 101,7         | 27. Jan. 1993 |
| Vorderes Sulzbachtal                                              |      | 2.16.027 WDPA: 325457 | Gaggenau Alte Kulturlandschaft; Wiesentäler mit Streuobstwiesen; naturnahen Bachläufen, Gehölzsäumen, Hecken, Feldgehölzen, Waldrändern und Wald; gute Eignung für Erholung und Naturbeobachtung. | ⊙        | 51,8          | 27. Jan. 1993 |
| Schloß Eberstein und Umgebung                                     |      | 2.16.028 WDPA: 324185 | Gernsbach Landschaftsprägende Elemente wie Weinberge neben dem Schloss Eberstein, Felsen aus Forbachgranit mit seltenen Pflanzengesellschaften, offenes Wiesentälchen mit alten Streuobstbeständen und Heuhütten; von besonderer Eigenart und Schönheit mit guter Eignung für Erholung und Naturbeobachtung. | ⊙        | 87,3          | 21. Okt. 1993 |
| Albtalplatten und Herrenalber Berge                               |      | 2.16.029 WDPA: 319472 | Gaggenau Landschaftsschutzgebiete in vier Landkreisen im Großraum Karlsruhe tragen den Namen Albtalplatten und Herrenalber Berge. Im Landkreis Rastatt sind Gaggenau-Mittelberg und Flächen nordöstlich und östlich von Freiolsheim betroffen. Vielfältige Landschaft mit Streuobst, Wirtschaftswiesen, Solitärgehölzen, Hecken und unterschiedlich strukturierten Wäldern; nutzungsbedingte Vielfalt der Waldgesellschaften, Alt- und Totholzanteil soll gefördert werden; offene Landschaftsbereiche, vornehmlich Rodungsinseln; Puffer- und Vernetzungsfunktion für die Teilbereiche des Naturschutzgebiets Albtal und Seitentäler; wichtiges Erholungsgebiet für den Großraum Karlsruhe. | ⊙        | 587,9         | 1. Juni 1994  |
| Auenwälder und Feuchtwiesen westlich von Ötigheim                 | BW   | 2.16.030 WDPA: 319695 | Ötigheim, Rastatt, Steinmauern Ergänzungsräume und Pufferzone für das gleichnamige Naturschutzgebiet; die Entwicklung landschaftsprägender Elemente wie Obstbaumwiesen, Einzelbäume, Hecken, Röhrichte und Riede wird angestrebt; Erholungsfunktion. | ⊙        | 288,7         | 15. Juli 1994 |
| Rheinniederung zwischen Au am Rhein, Durmersheim und Rheinstetten |      | 2.16.031 WDPA: 323862 | Au am Rhein, Durmersheim Puffer-, Vernetzungs- und Ergänzungsbereiche zwischen den Teilen des gleichnamigen NSG mit kleinstrukturierten, naturnahen Biotopelementen; Erholungsfunktion. | ⊙        | 235,2         | 15. Juli 1994 |
| Rastatter Ried                                                    |      | 2.16.032 WDPA: 323743 | Rastatt, Steinmauern Puffer-, Vernetzungs- und Ergänzungsbereiche zwischen den Teilen des gleichnamigen NSG mit kleinstrukturierten, naturnahen Biotopelementen; Erholungsfunktion. | ⊙        | 1.047,8       | 21. Dez. 1995 |
| Untere Murg                                                       |      | 2.16.033 WDPA: 325313 | Gaggenau, Gernsbach, Kuppenheim, Rastatt Für die Vorbergzone des Nordschwarzwaldes typische Landschaft von besonderer Vielfalt und Schönheit mit Feuchtgebieten, Streuobstwiesen, Bachläufen in naturnahem Zustand; die Vielfalt der Waldgesellschaften soll gefördert werden, die strukturelle Vielfalt soll für die Erholung und Naturbeobachtung durch die Allgemeinheit erhalten bleiben. | ⊙        | 2.362,5       | 15. März 1996 |
| Lichtenauer Rheinniederung                                        |      | 2.16.034 WDPA: 322593 | Lichtenau, Rheinmünster Für das gleichnamige Naturschutzgebiet mit seinen typischen Lebensgemeinschaften notwendige ökologische Ergänzungsräume und Pufferzonen mit abwechslungsreicher Kulturlandschaft und charakteristischen Strukturen wie Feldgehölze, Einzelbäume, Streuobstbestände, Wiesen sowie Fließgewässer, Gräben und Röhrichte. | ⊙        | 208,0         | 18. Dez. 1996 |
| Bühlertal                                                         |      | 2.16.035 WDPA: 320169 | Bühl, Bühlertal, Ottersweier Die durch ihr Relief und ihr typisches Nutzungsmosaik aus Weinbau, Grünlandwirtschaft, Obstbau, kleinflächigem Getreide- und Hackfruchtanbau, Beerenobstbau, Gartenbau, Forstwirtschaft und der landschaftsgebundenen Streusiedlungsweise abwechslungsreich gegliederte Kulturlandschaft am Westabfall des Schwarzwaldes soll in ihrer Harmonie erhalten werden. | ⊙        | 5.879,7       | 28. Okt. 2002 |
| Legende für Landschaftsschutzgebiet                               |      |                       | |          |               |               |